# Jinhui Square Phase I
Le Jinhui Square Phase I (津汇广场一期) est un gratte-ciel de 165 mètres de hauteur sur 38 étages, situé à Tianjin dans le Nord de la Chine. L'immeuble a été achevé en 2002.
Il abrite des bureaux.
Les promoteurs ('developper') sont le Singapore Government Investment Corporation (fonds souverain de Singapour), et le Hong Kong Industrial International Group 